# 栖凤渡镇
栖凤渡镇，是中华人民共和国湖南省郴州市苏仙区下辖的一个乡镇级行政单位。该镇距郴州市区24公里，因镇内栖河渡口及庞统借宿该地的传说而得名。

## 行政区划
栖凤渡镇下辖以下地区：
栖江社区、火车站社区、新竹岭社区、街洞社区、丰塘村、南香村、瓦灶村、栖凤渡社区村、太阳坌村、畔冲村、新庄村、大丘铺村、枫树下村和庄门村。

## 交通
- 京广铁路：栖凤渡站